# Paroisse évangélique réformée de Varsovie
La paroisse évangélique réformée de Varsovie, en polonais Parafia Ewangelicko-Reformowana w Warszawie est une Église réformée fondée en 1776 et située à Varsovie, capitale de la Pologne. La paroisse est membre de l’Église réformée de Pologne.

## Paroisse de l'Assomption
À la Renaissance, les idées de la Réforme protestante sont diffusées en Pologne par l'humaniste Jan Łaski (1499-1560). Il unie les églises réformées, luthériennes, et des Frères tchèques dans une même structure selon le système presbytéro-synodal. Au XVIIe siècle, huguenots français trouvent refuge en Pologne, et notamment dans la ville libre de Gdańsk.
La paroisse est fondée dans la ville de Leszno en 1776, après la révocation d'un décret de 1525 interdisant aux chrétiens dissidents de s'installer dans la région de la Mazovie. Un an plus tard, le premier temple calviniste et le presbytère sont construits, selon les plans de l'architecte Szymon Bogumił Zug. C'est aujourd'hui le siège de l'Opéra de chambre de Varsovie. En 1778 est inaugurée l’église luthérienne de la Trinité de Varsovie. En 1792 est créé un cimetière, l'église catholique refusant d'accueillir les protestants dans ses cimetières. Il est situé dans le quartier de Wola.
Le 30 octobre 1866 débute la construction d'un nouvel édifice en style gothique, conçu par l'architecte Adolf Loewe. La construction dure 14 ans, et le temple est inauguré officiellement le 24 octobre 1880. La tour est inspirée de la cathédrale Notre-Dame de Fribourg, en Allemagne. La chaire en chêne est réalisée et conçue par Konstanty Wojciechowski (pl). En 1881, la paroisse fondée dans le palais Działyński comprend un hôpital, une école primaire, une maison pour orphelins et une maison de retraite.

Gravures en 1880
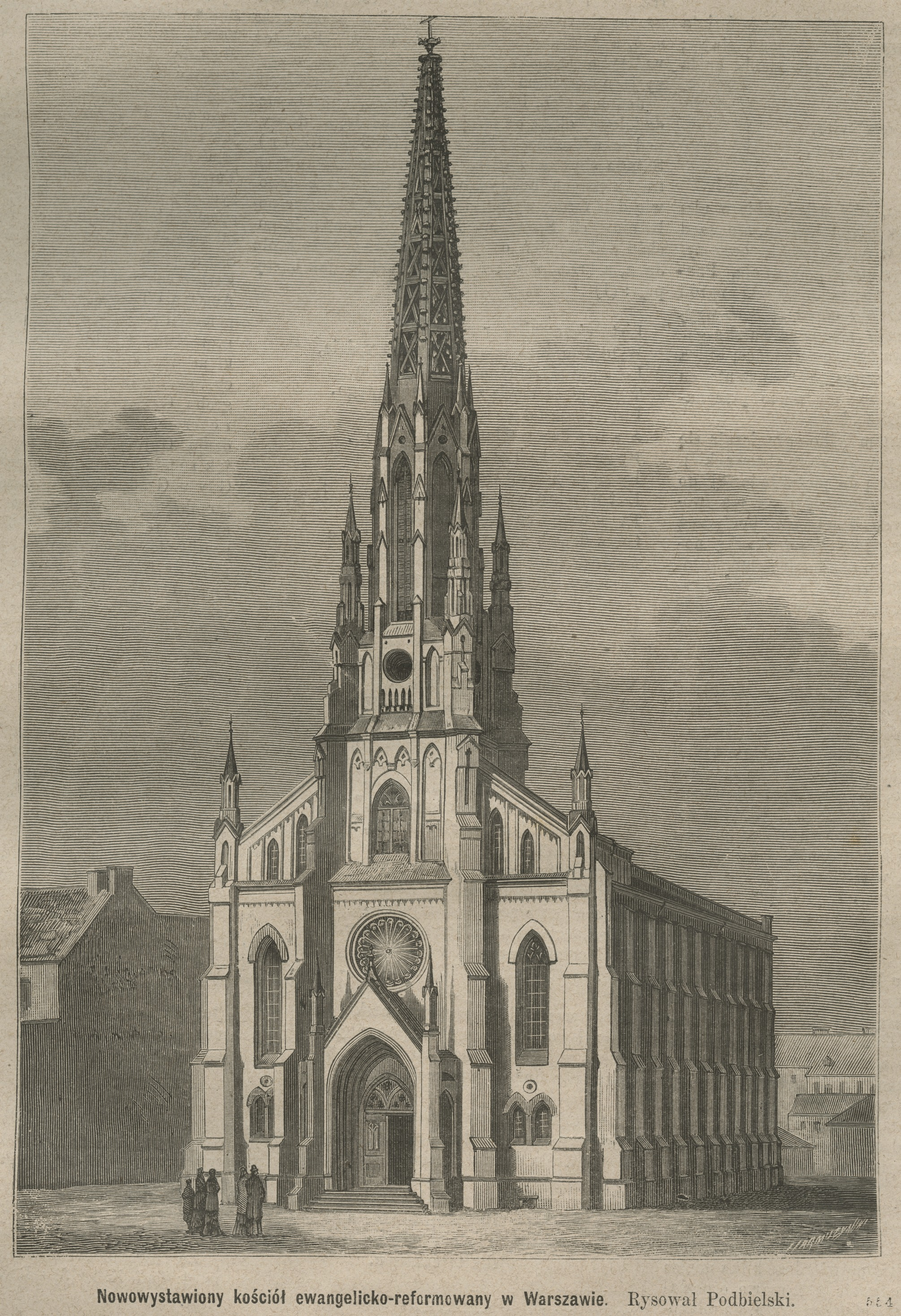
Façade.
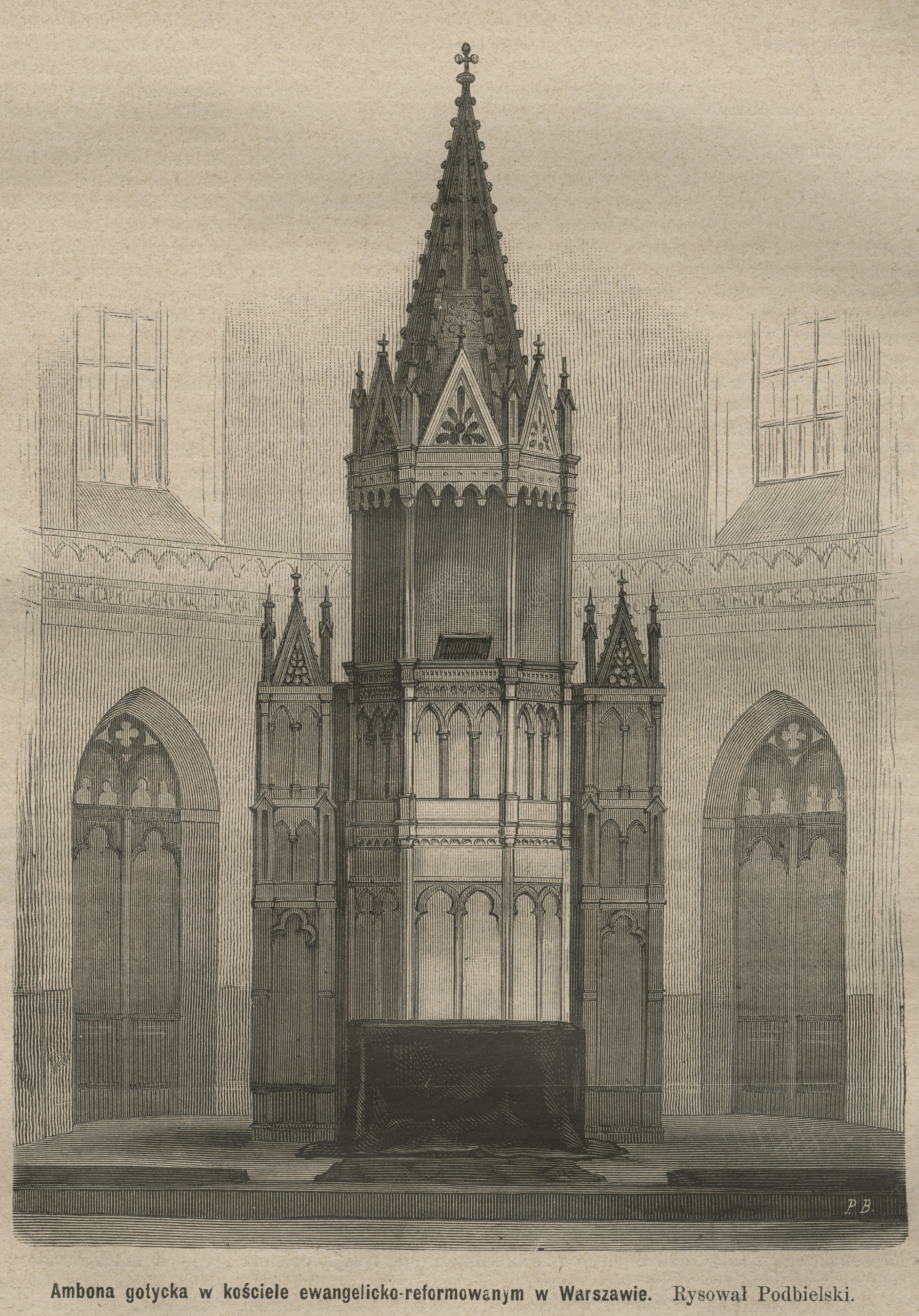
Chaire gothique.

En 1940, les bâtiments de la paroisse, dont le temple, le palais Działyński, l'hôpital et plusieurs autres bâtiments situés près du ghetto de Varsovie sont détruits lors du siège de Varsovie en septembre 1939. Les paroissiens et le clergé aident à sauver les Juifs du ghetto. Cette action est commémorée par un des monuments aux limites du ghetto, situé derrière la paroisse. Pendant l'occupation, de nombreux paroissiens sont tués et plusieurs pasteurs assassinés. Les protestants participent également à l'insurrection de Varsovie.
Les premiers services religieux après la Seconde guerre mondiale ont lieu dans la chapelle méthodiste de plac Zbawiciela. Les rénovations commencent alors sur le temple de la rue Aleja Solidarności. Le temple est utilisé par luthériens de l'Église protestante de la confession d'Augsbourg en Pologne, dont l'église a brûlé en 1939. En 1958, le presbytère paroissial est restauré. En 1957, les éditeurs relancent le magazine Unity. Le Conseil œcuménique polonais siège dans le presbytère de 1960 à 1974.
En 1991 est fondé le Chœur de chambre de l'Église évangélique réformée de Varsovie qui donne des concerts à l'église et participe à des concours à l'étranger (notamment en République tchèque, Finlande, Allemagne, Roumanie, Slovaquie et Suisse). La paroisse est de tendance protestante libérale, est investie dans le dialogue interreligieux et l'accueil des personnes homosexuelles.

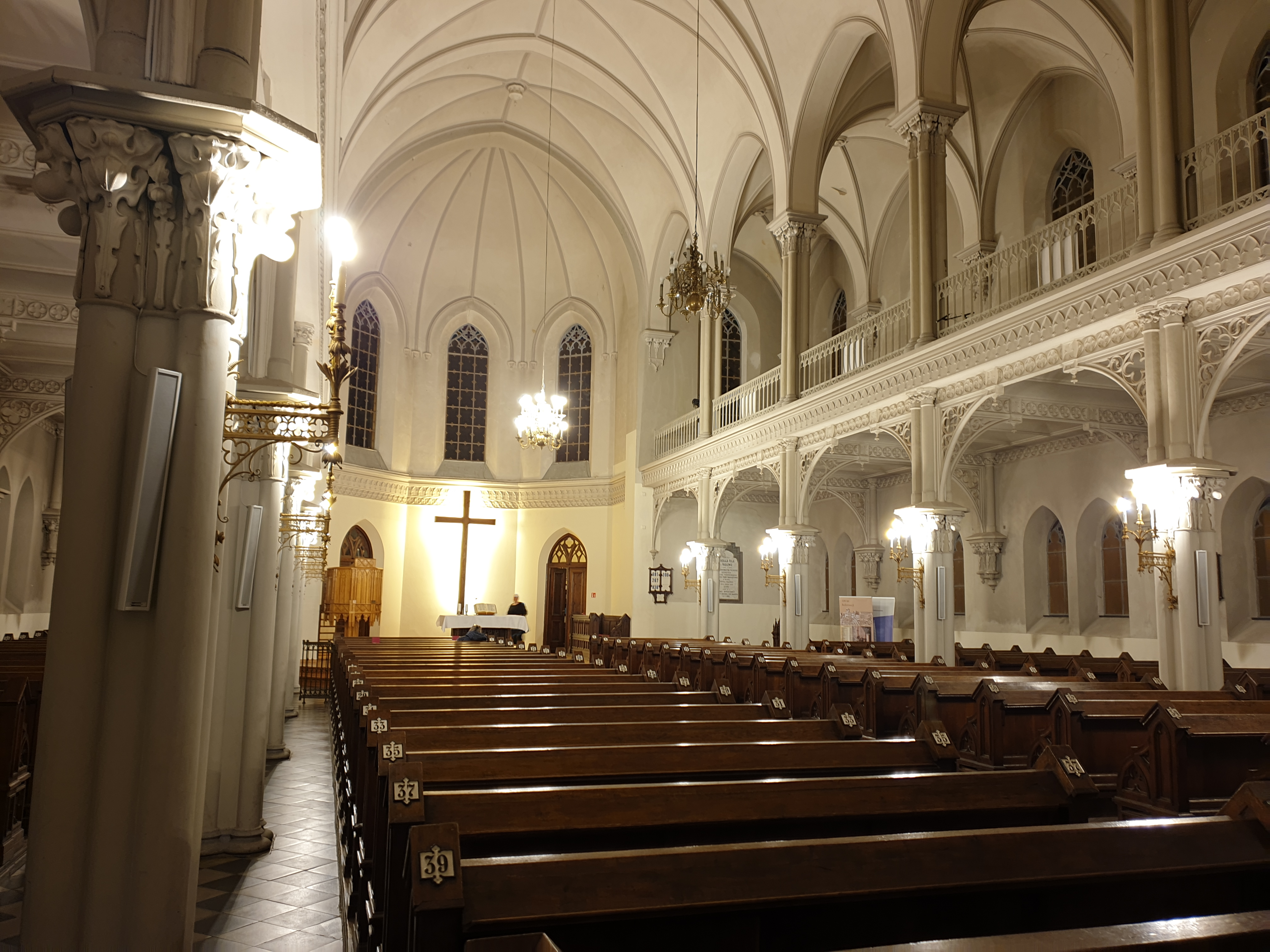
Nef.

## Pasteurs de la paroisse de Varsovie
- Władysław Semadeni (1865–1930)
- Stefan Skierski (1873-1948)
- Edouard Wende (1874-1949)
- Kazimierz Ostachiewicz (1883–1952)
- Wladyslaw Paschalis (1892–1996)
- Roman Mazierski (1899-1959)
- Emil Jelinek (1905-1979)
- Jan Niewieczerzał (1914–1981)
- Zdzisław Tranda (né en 1925)
- Zdzisław Grzybek (1926–1996)
- Bogdan Tranda (1929–1996)
- Jerzy Stahl (1939–1997)
- Miroslaw Danys (né en 1945)
- Lech Tranda (1956–2012)
- Piet van Veldhuisen (né en 1959)
- Tadeusz Jelinek (né en 1966)
- Michał Jabłoński (né en 1967)